# Krudenburg

Lage von Krudenburg in der Gemeinde Hünxe

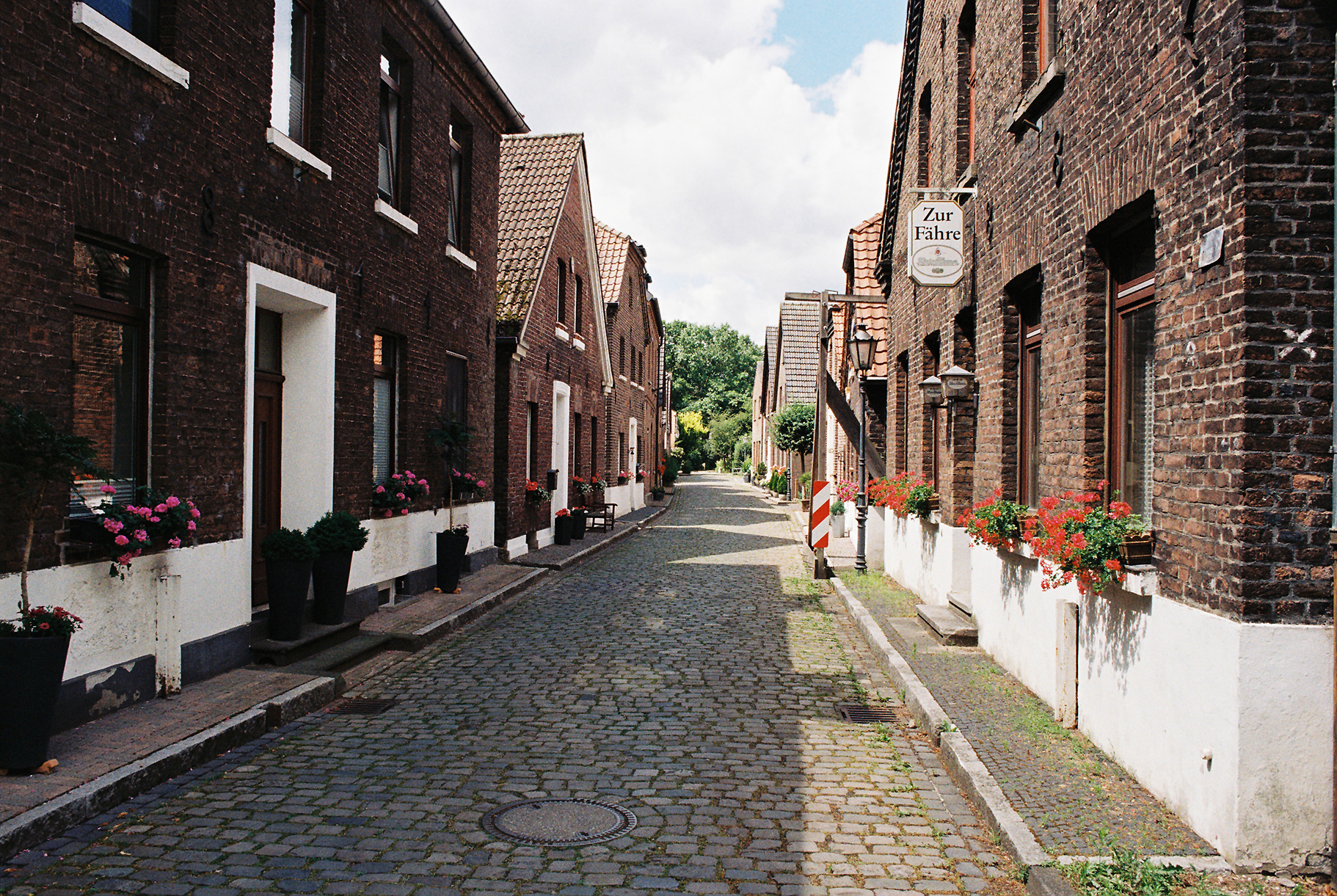
Die Dorfstraße in Krudenburg

Krudenburg (auch Crudenburg) ist ein Ortsteil der Gemeinde Hünxe im Kreis Wesel am unteren rechten Niederrhein in Nordrhein-Westfalen. Der Ort an der Lippe ist ein beliebtes Ausflugsziel.

## Geografie

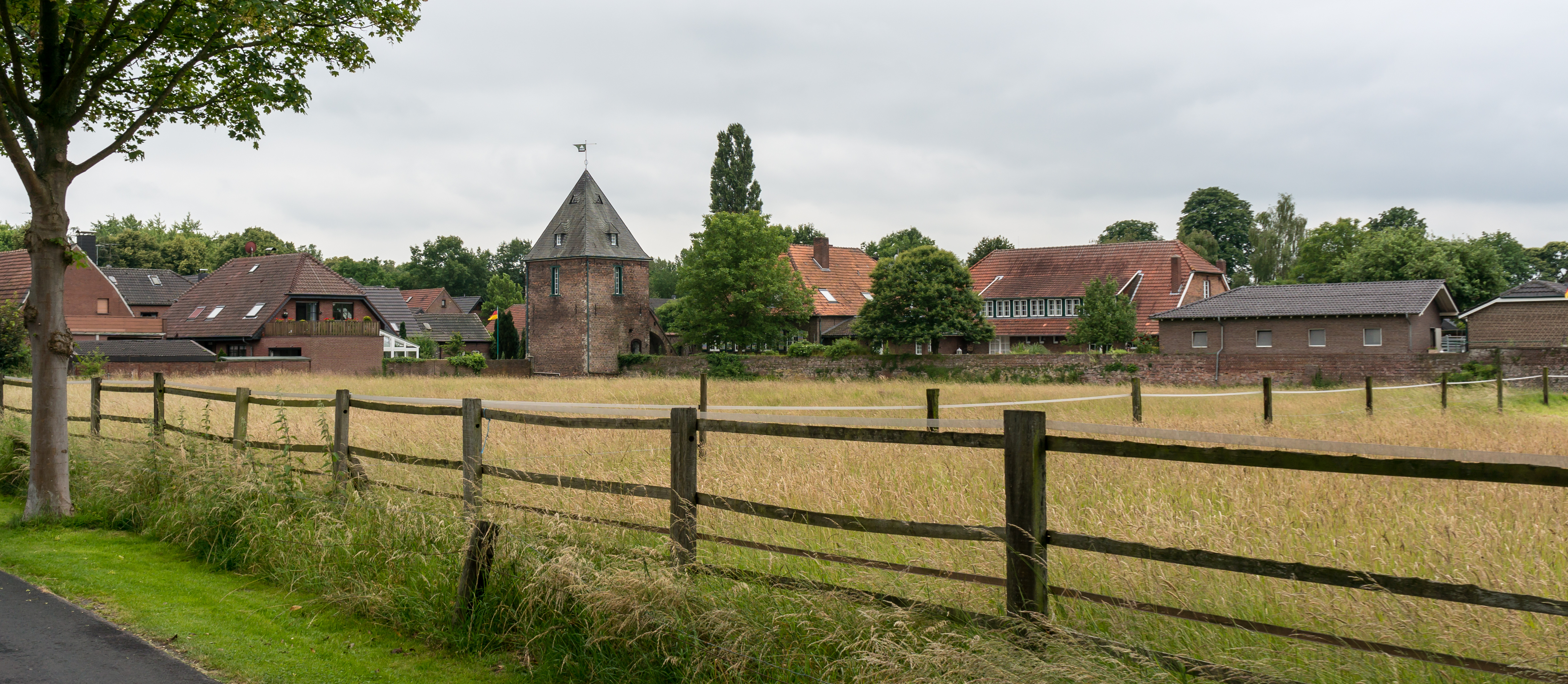
Krudenburg

Geographisch gesehen ist Krudenburg ein eigenständiges Dorf, das rund einen Kilometer nordwestlich von Hünxe und zehn Kilometer östlich von Wesel liegt, mit 298 Einwohnern (Stand März 2024). Die Fläche des Ortsteils beträgt 128 ha.

## Geschichte

Ortskern von Krudenburg

Der Ortsteil Krudenburg ist eng mit der Geschichte des Rittersitzes Krudenburg verbunden. In brandenburgischer Zeit wurde Krudenburg zu einer Herrlichkeit erhoben. Das Fischerdorf besaß einen Hafen an der Lippe, in dem die Lippeschiffe überwinterten. Von Bedeutung war auch eine Brücke über den Fluss, für deren Benutzung ein Brückenzoll erhoben wurde. Außerdem war Krudenburg eine Station für Pferde und Pferdeführer im Treidelbetrieb entlang der künstlich am Lippeufer angelegten Leinpfade.
Am Ende des Zweiten Weltkriegs wurde Krudenburg zur Zufluchtsstätte vieler Weseler Bürger, nachdem ihre Stadt durch Luftangriffe zu 98 Prozent zerstört worden war.
Am 1. Januar 1975 wurde Krudenburg, das bis dahin zum Amt Schermbeck, Kreis Rees gehörte, im Zuge des zweiten Neugliederungsprogramms des Landes Nordrhein-Westfalen (Niederrhein-Gesetz) ein Teil der Gemeinde Hünxe.
Das Lippe-Treidlerdorf Krudenburg ist ein Teil der Route der Industriekultur. Tradition und Geschichte werden vor allem von dem über einhundertjährigen Schützenverein Krudenburg 1907 e. V. wachgehalten.

## Bevölkerungsentwicklung
- 1910: 193[3]
- 1931: 197[4]
- 2018: 302

## Verkehr
Nächstgelegener Bahnhof ist Wesel mit umsteigefreien Verbindungen nach Oberhausen, Duisburg, Düsseldorf, Köln, Bonn, Koblenz, Bocholt, Emmerich und Arnhem Centraal. Die Schnellbus-Linie SB 3 von Wesel nach Dinslaken und der Bürgerbus nach Hünxe und Voerde binden den Ort an den öffentlichen Personennahverkehr an.